# Roger Aeschlimann
Pour les articles homonymes, voir Aeschlimann.
Roger Aeschlimann, né le 24 septembre 1923 à Vauffelin (Berne) et mort le 2 mai 2008 à Chamoson (Valais), est un coureur cycliste suisse, professionnel de 1948 à 1952. Son frère Georges (1920-2010) a également été coureur professionnel.

## Palmarès
- 1948
  - 2e du Tour du Nord-Ouest

### Résultats sur les grands tours

#### Tour de France
3 participations
- 1948 : abandon (9e étape)
- 1949 : éliminé (10e étape)
- 1952 : abandon (5e étape)